# Hastings Arm
Hastings Arm är en vik i Kanada.   Den ligger i provinsen British Columbia, i den sydvästra delen av landet, 3 900 km väster om huvudstaden Ottawa.
I omgivningarna runt Hastings Arm växer i huvudsak barrskog. Trakten runt Hastings Arm är nära nog obefolkad, med mindre än två invånare per kvadratkilometer.